# Orthotrichum kellmanii
Orthotrichum kellmanii là một loài rêu trong họ Orthotrichaceae. Loài này được D.H. Norris, Shevock & Goffinet mô tả khoa học đầu tiên năm 2004.